# Zenobio Maria Benucci
Zenobio Maria Benucci OFMCap (* 25. August 1779 in Florenz, Großherzogtum Toskana; † 23. Juni 1824) war ein italienischer Ordensgeistlicher und römisch-katholischer Apostolischer Vikar von Tibet-Hindustan.

## Leben
Zenobio Maria Benucci trat in die Ordensgemeinschaft der Kapuziner ein und legte am 21. November 1801 das Ordensgelübde ab. 1803 empfing er das Sakrament der Priesterweihe.
Mit der Erhebung der Mission sui juris Hindustan zum Apostolischen Vikariat Tibet-Hindustan wurde Zenobio Maria Benucci am 29. August 1820 zum Titularbischof von Thermae Basilicae und zum ersten Apostolischen Vikar von Tibet-Hindustan ernannt. Die Bischofsweihe spendete ihm am 30. Juni 1822 in Luanda der Bischof von Angola und Congo, João Damasceno Da Silva Póvoas.
Bischof Zenovio Maria Benucci blieb bis zu seinem Tod am 23. Juni 1824 als Apostolischer Vikar im Amt.